# Ion Dobran
Ion Dobran (n. 5 februarie 1919, Văleni-Podgoria, județul Argeș, Regatul României - d. 24 septembrie 2021) a fost un aviator militar român, unul din așii aviației de vânătoare române în timpul celui de-Al Doilea Război Mondial. A zburat inițial pe avionul IAR 80, iar ulterior pe Bf 109G.
A participat la războiul din Est, la campania de la Mariupol, luptând împotriva aviației URSS, la apărarea regiunii petrolifere Ploiești, luptând împotriva aviației de bombardament americane și la campania din Cehoslovacia, luptând împotriva Germaniei, efectuând misiuni inclusiv în 9 mai 1945, ultima zi a războiului. A fost comandantul Escadrilei 48 Vânătoare (albastră) din Grupul 9 Vânătoare. A luat parte la 340 de misiuni, 74 de lupte aeriene și a avut 10 victorii aeriene confirmate, 3 probabile și una la sol. A fost decorat cu Ordinul Steaua României, Ordinul Coroana României și Ordinul Virtutea Aeronautică. În data de 30 ianuarie 2019, a fost înaintat la gradul de general locotenent de aviație în retragere.

## Biografie
Locotenentul av. Ioan Dobran a fost decorat cu Ordinul Virtutea Aeronautică cu spade, clasa Crucea de Aur cu prima și a doua baretă (ambele la 6 octombrie 1944).

## Bibliografie

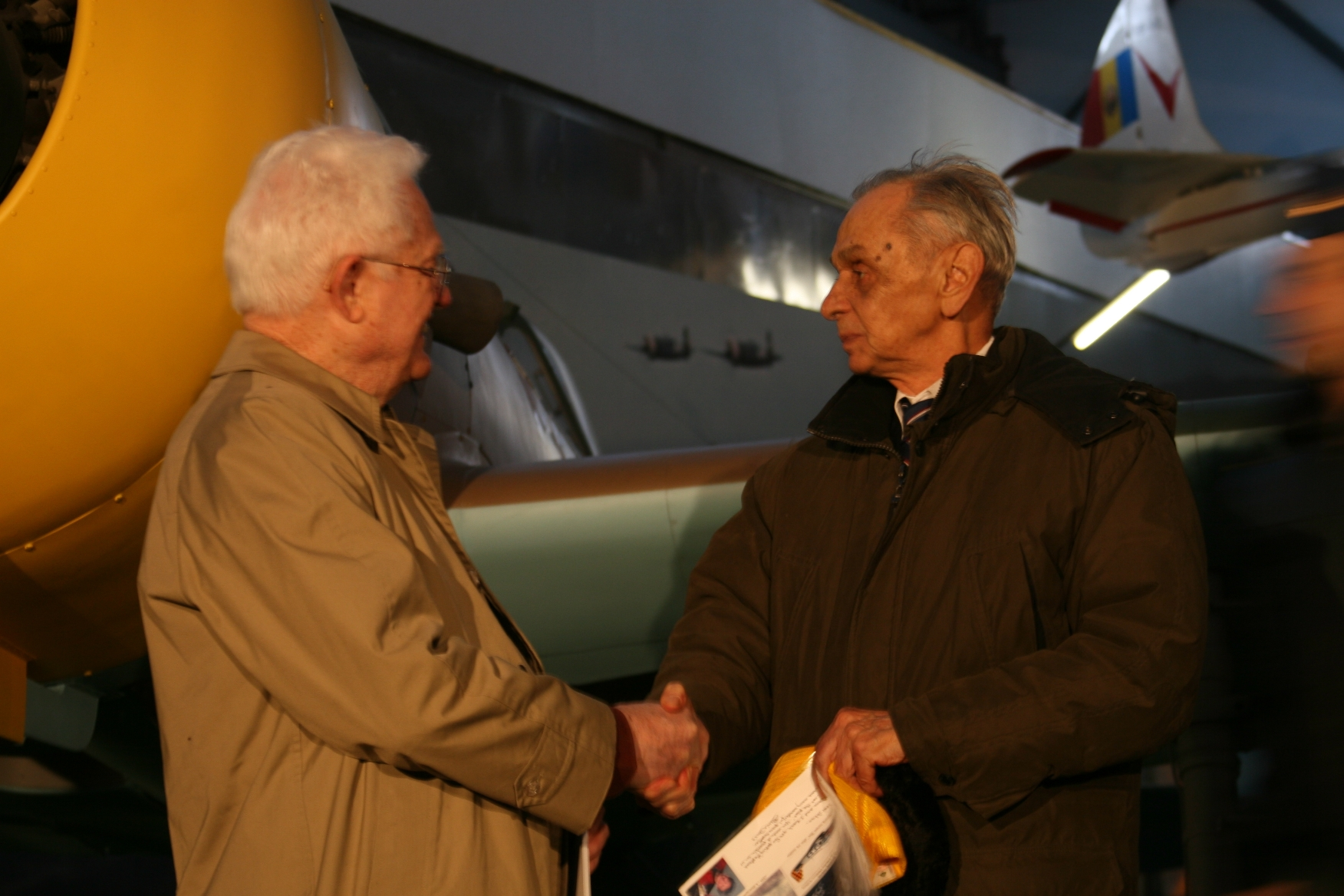
Generalul de flotilă aeriană (r) Ion Dobran (dreapta) și colonelul (r) american Barrie Davis în anul 2010. Cei doi s-au confruntat într-o luptă aeriană în timpul celui de-al Doilea Război Mondial.

## Decorații
- Ordinul „Virtutea Aeronautică” cu spade, clasa Crucea de Aur cu 1 baretă (6 octombrie 1944)[3]
- Ordinul „Virtutea Aeronautică” cu spade, clasa Crucea de Aur cu 2 barete (6 octombrie 1944)[3]